# クラッカー (パーティーグッズ)
クラッカー (cracker) は、パーティーグッズの一種。
日本での典型的なクラッカーは、小さな円錐形の紙容器に紐が付いており、紐を引くことで中に仕込んだ火薬が発火しパンと音が鳴る（火薬はごく少量なので危険はない）。紙テープや紙ふぶきなどが飛び出すものもある。
火薬を使わない、大型で機械式のクラッカーもある。また、小型で、イベント・パーティー・結婚式等で利用できる「圧縮炭酸ガス」を使用したエアー式クラッカーもある。

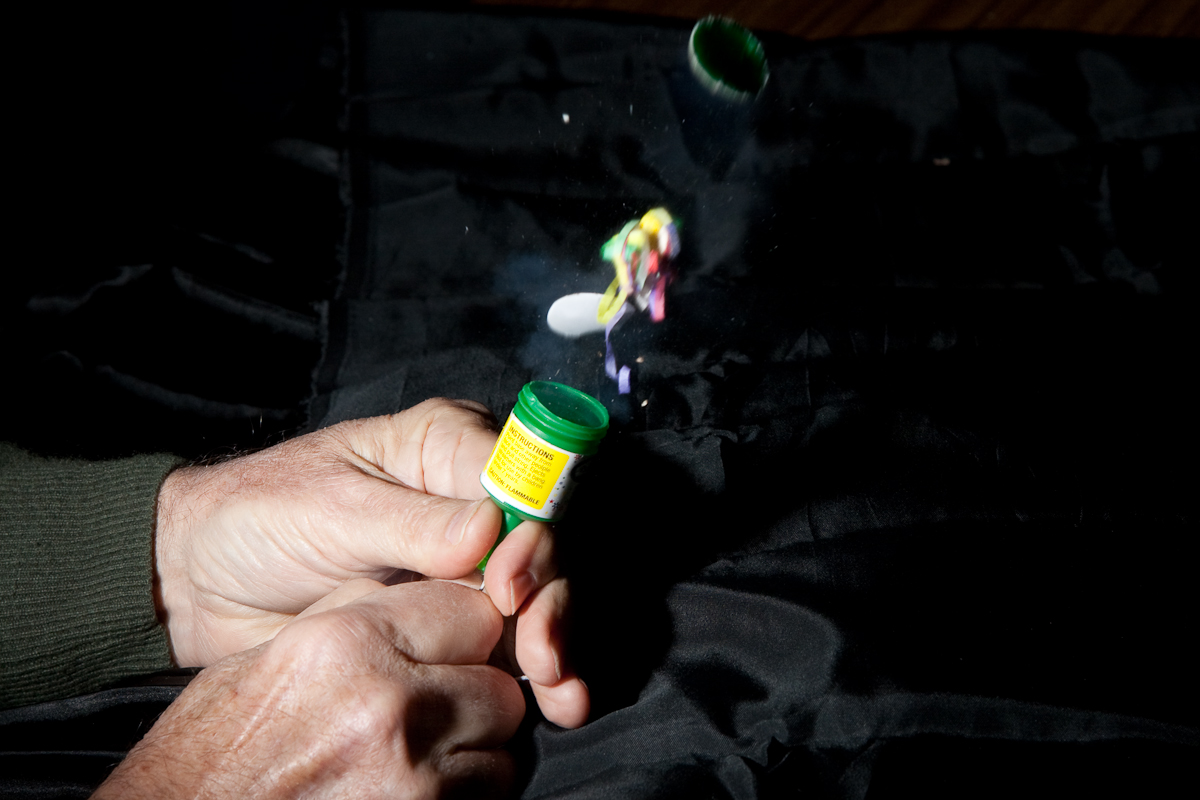
発火の瞬間

## 仕組み
紐を引く摩擦熱で火薬が発火する。そのほか、紐がばねを止めており、ばねの衝撃で火薬が発火するものもある。
円すい形の容器はスピーカのコーンの役目を果たし、音を増幅する。効率よく増幅させるため、中は完全な空洞ではなく振動板が入っている物もある。

## 語源
クラッカーの語源はオノマトペである。日本では円錐形で紐を引くと音が鳴るタイプがよく見られ、クラッカーといえば主にこれをさすが、英語でクラッカーと言った場合、日本で言うクラッカーも含むが、爆竹 (firecracker) やクリスマスクラッカー (christmas cracker) を意味することが多い。爆竹は火による点火が必要である。クリスマスクラッカーは両端を引っ張ることで封が破れるが、音が鳴る物と鳴らない物がある。紐を引くと音が鳴る物は、英語ではパーティーポッパー(Party Popper)と呼ぶことが多い。これは日本では三角形の物が多いが、アメリカなどでは単2乾電池くらいのボトル型の物も多い。円すい形のクラッカーは、「Cone Shaped Party Popper」と呼ばれる。ただし円すい形の物をクリスマスクラッカーと呼ぶ場合もある。

## その他
- 火薬を使うので拳銃を撃ったときと同じ硝煙反応が残る。銃規制のない国では拳銃事件が起きた際に「クラッカーを打った」と容疑者が言い張ることもある。
- 特に公共施設等の屋内では、火薬を使用したクラッカーの使用を安全上禁止しているところがある（コンサートホール等も）ため、エアー式クラッカーの需要も増加している。
- クラッカーで発射する中身も最近は多くなっている。紙テープをはじめ、紙ふぶき、フラワーシャワーやぬいぐるみを詰めて発射するようなクラッカー発射装置もある。
- 日本では、愛媛県にあるカネコ（本社：宇和島市）とフジカ（本社：愛媛県北宇和郡鬼北町）の2社で国産の100％製造している。エアー式クラッカーは愛媛県のスナミヤ（本社：今治市）が製造している。
- 法律により薬量は0.05グラムまでと決められている。実際には0.013グラムまたは0.03グラムの製品が多い。
- 火薬の成分はほとんど公開されていないが、塩素酸カリウム、赤燐、硫化アンチモンとする特許情報がある[2]。
- 新幹線や在来線交流電化区間のプラットホームでクラッカーを使うことは感電死の危険があり非常に危険である。そのため新婚旅行等でクラッカーを使う風習のあったところでは「クラッカー使用禁止」の注意書きがホームに掲出され、駅員も随時、注意喚起していた。

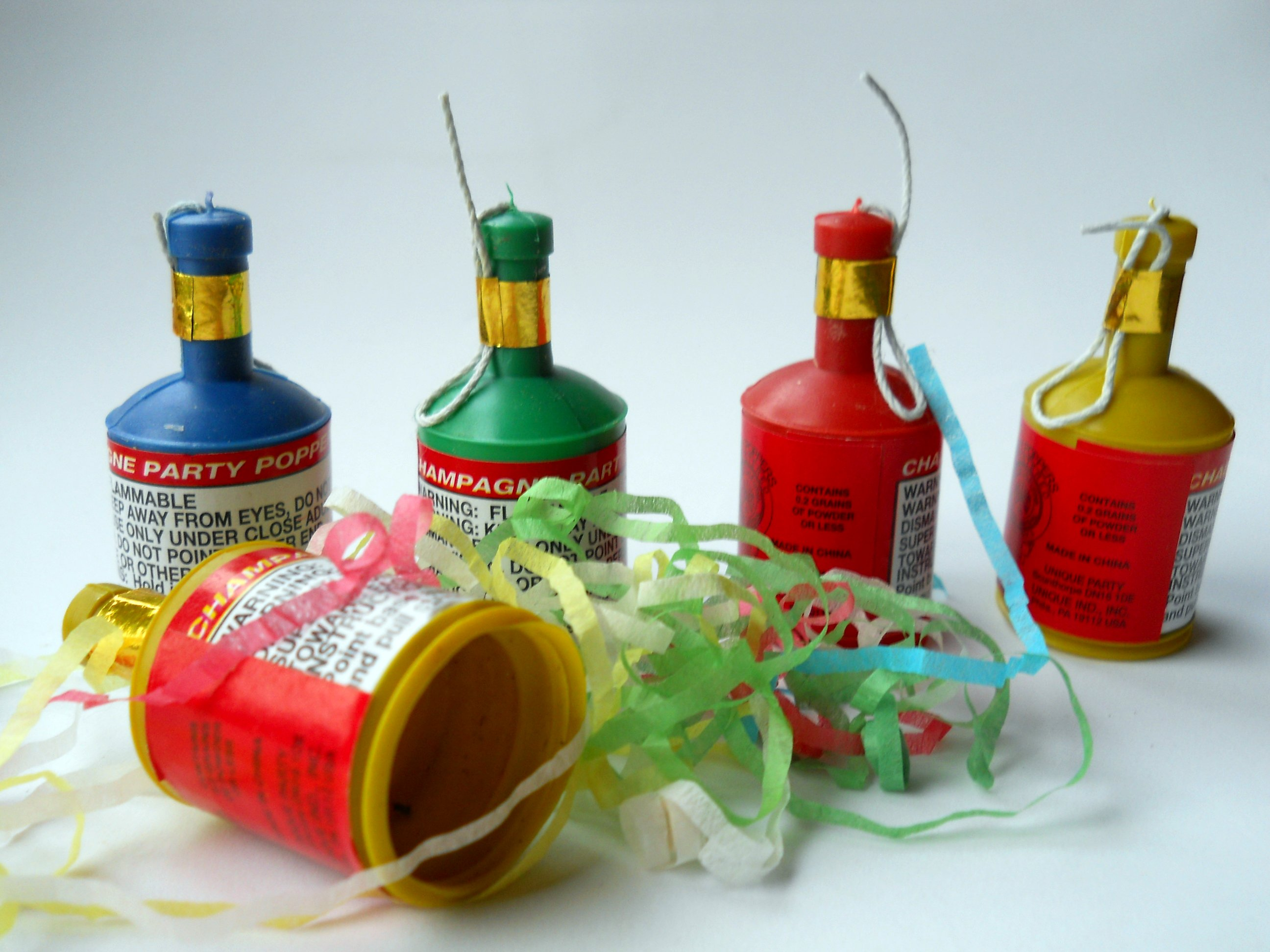
アメリカのパーティーポッパー、使用前後
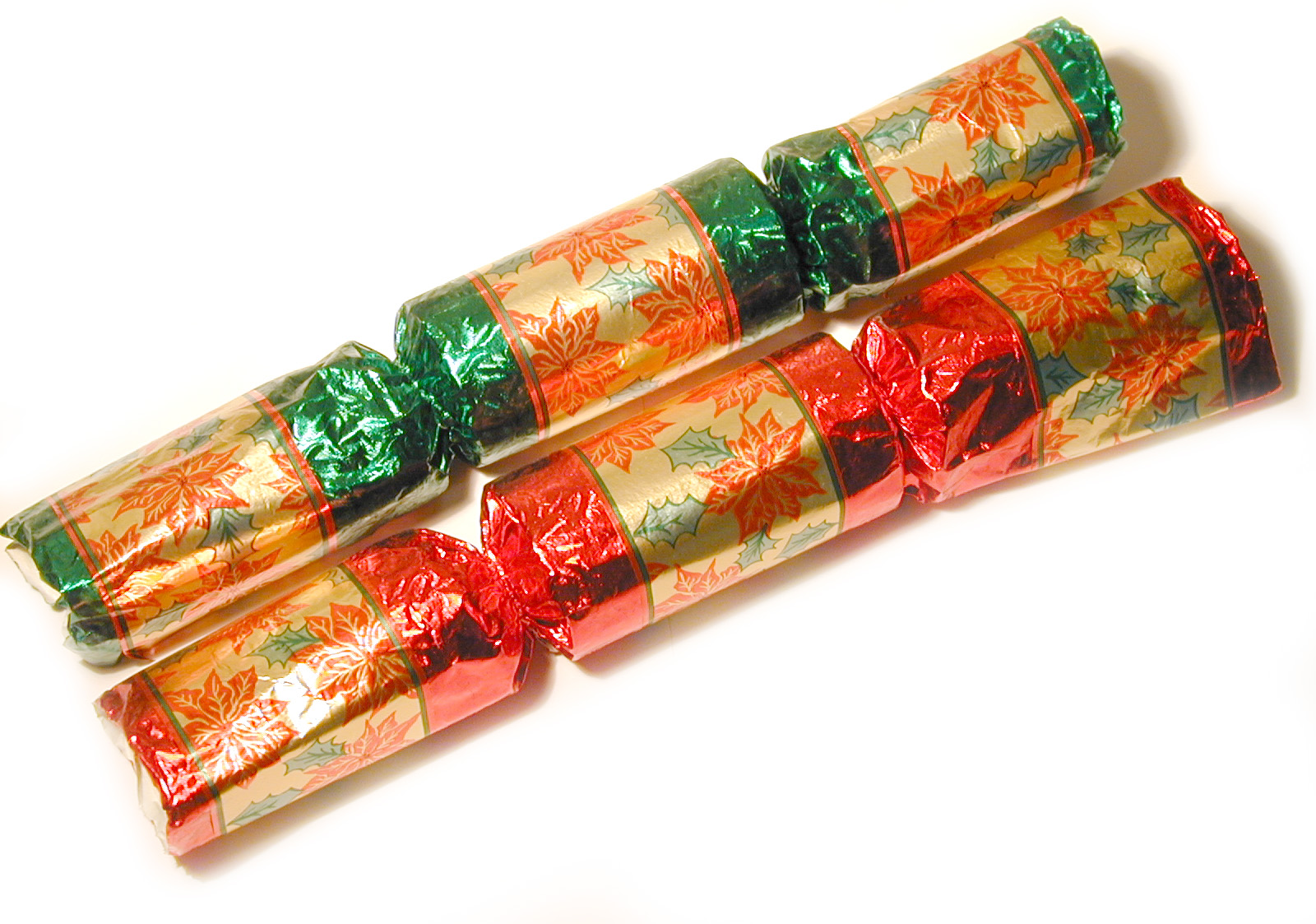
イギリスのクリスマスクラッカー